# Giuseppe Pancaro
Giuseppe Pancaro (surnommé Pippo), est un footballeur italien né le 26 août 1971 à Cosenza (Italie). Défenseur de l'ACF Fiorentina, il mesure 1,86 m pour 84 kg. Il a pris sa retraite en 2007.

## International
- Premier match en Série A : Cagliari - Juventus (0-0) le 6 septembre 1992
- Première sélection : Croatie - Italie (0-0) le 28 avril 1999

## Palmarès
- Vainqueur de la Supercoupe de l'UEFA en 1999 (Lazio Rome) et en 2003 (Milan AC)
- Vainqueur de la Coupe d'Europe des vainqueurs de coupes en 1999 (Lazio Rome)
- Champion d'Italie en 2000 (Lazio Rome), 2004 (Milan AC)
- Vainqueur de la Coupe d'Italie en 1998, 2000 (Lazio Rome)